# Sophonia penangensis
Sophonia penangensis är en insektsart som beskrevs av Baker 1923. Sophonia penangensis ingår i släktet Sophonia och familjen dvärgstritar. Inga underarter finns listade i Catalogue of Life.